# Тит Секстий Магий Латеран (консул 94 года)
Тит Секстий Магий Латеран (лат. Titus Sextius Magius Lateranus) — римский политический деятель второй половины I века.
Его предком или родственником, возможно, был консул-суффект 59 года Тит Секстий Африкан.
В 94 году Латеран занимал должность ординарного консула вместе с Луцием Нонием Кальпурнием Торкватом Аспренатом. Больше о его карьере ничего неизвестно.
Его сыном был консул-суффект 112 года Тит Секстий Корнелий Африкан.